# Memory (storage engine)
Memory, in passato chiamato Heap, è uno storage engine per MySQL e i suoi fork. La sua caratteristica principale consiste nel registrare i dati (e gli indici) in memoria e non su disco. Questo comporta una serie di limitazioni, ma in compenso garantisce una velocità elevata nelle operazioni di lettura e in quelle di modifica.
La licenza è la GNU GPL versione 2.

## Memory nei fork di MySQL
In MariaDB è stato migliorato il modo in cui Memory utilizza gli indici HASH, rendendoli più veloci.
In Percona Server è possibile creare colonne di tipo BLOB e TEXT nelle tabelle MEMORY. Questa funzionalità sarà presente anche in MariaDB 10.0.
Memory è uno dei pochi storage engine che sono distribuiti insieme al fork Drizzle.